# Марина Сан Никола (Рим)
Марина Сан Никола је насеље у Италији у округу Рим, региону Лацио.
Према процени из 2011. у насељу је живело 1673 становника. Насеље се налази на надморској висини од 4 м.